# Вольфмансхаузен
Вольфмансхаузен (нем. Wolfmannshausen) — посёлок в Германии, в земле Тюрингия. Входит в состав района Шмалькальден-Майнинген. Подчиняется управлению Грабфельд. Население — 394 человека (31 декабря 2021 года). Занимает площадь 8,04 км².